# Šaroš
Šaroš (mađ. Magyarsarlós) je selo u južnoj Mađarskoj.
Zauzima površinu od 8,03 km četvornih.

## Zemljopisni položaj
Nalazi se na 46° 2' sjeverne zemljopisne širine i 18° 22' istočne zemljopisne dužine. Kozar je 2 km sjeverozapadno, Rumenja je 3 km sjeverno, Bogadin je 4 km sjever-sjeverozapadno, Elen (Lenda) je 1,5 km sjeveroistočno, Ašađ je 2 km istočno, Olas je 4 km jugoistočno, Birjan je 3 km jug-jugoistočno, Lotar je 2,5 km južno, Semelj je 3 km jugozapadno, Mišljen je 4 km zapadno. Pečuh je 4,5 km sjeverozapadno.

## Upravna organizacija
Upravno pripada Pečuškoj mikroregiji u Baranjskoj županiji. Poštanski broj je 7761.

## Povijest
Nakon povlačenja Turaka, u ove krajeve su došli Mađari, Hrvati i Nijemci.

## Stanovništvo
Šaroš ima 339 stanovnika (2001.).
U Šarošu danas djeluje jedinica hrvatske manjinske samouprave.

## Vanjske poveznice
- Šaroš na fallingrain.com